# Ghimpe
Ghimpe (Xanthium spinosum) este o plantă erbacee din familia Asteraceae, cunoscută și sub denumirile de: holeră, scaiete muscălesc, scaiete mocănesc, spin alb, asprică, volbură-mică.

## Descriere
Plantă erbacee, comună ca buruiană, înaltă de 15–90 cm, ce are la bază frunze prevăzute cu spini, trifurcate iar cele tulpinate sunt întregi, alb tomentoase pe partea interioară, nedivizate sau trilobate, cu lobul mijlociu lanceolat, cu flori de culoare gălbuie. Crește în locuri necultivate, pe lângă drumuri și garduri. Înflorește începând cu sfârșitul lunii iunie și până în septembrie.
În scopuri medicinale se recoltează părțile aeriene ale plantei, recoltate în perioada înfloririi (VII-IX)..

## Substanțe active
Acid cafeic, acid clorogenic, flavone, fitosteroli, saponine, tanin, ulei volatil.

## Proprietăți
Are proprietăți diuretice. Administrată sub formă de decoct, are o acțiune decongestivă în adenomul de prostată.

## Indicații terapeutice principale
Intern în tratamentul adenomului de prostată (preventiv și curativ, inclusiv postoperator) și alte stări inflamatorii ale prostatei..

## Alte indicații
Intern în tratamentul cistopielitei și litiazei renale gravelare în fază incipientă, (până la mărimea unui bob de orez) - sub formă de decoct.

## Administrare
Decoct 1 g la 250 ml, care se bea cu 30 minute înaintea mesei, de 2 ori pe zi în primele 6 luni, apoi se reduce la o singură cană pe zi.
Se evită consumul de condimente, fructe acre, lactate fermentate, alcool.